# トルハウスの戦い
トルハウスの戦い（トルハウスのたたかい、オランダ語: Slag bij Tolhuis）は、仏蘭戦争中の1672年6月12日、フランス王国軍とネーデルラント連邦共和国軍の間の戦闘。フランスが勝利した。

## 背景
仏蘭戦争直前のオランダではフランスの侵攻が予想されていたが、まずは要塞化されたマーストリヒトが包囲されるというのが大方の予想だった。フランス軍でもその選択肢が議論されたが、フランス王ルイ14世は東からの侵攻を選び、ケルン選帝侯領を通過してオランダのライン川沿岸要塞を攻撃しようとした。
オランダ軍を率いていたオラニエ公ウィレム3世はこのとき、アーネムにいた。フランス軍がライン川を渡った場合の影響が討議されると、オランダ軍に従軍していたフランス人ジャン・バートン・ド・モンバ少将（Jean Barton de Montbas）はシェンケンシャンツに移動したが数日後にそこから離れ、その近くのライン川流域の守備ががら空きになった。

## 経過
一方、フランス軍はライン川近くのロビトに到着した。6月10日から11日にかけての夜、フランス軍は近くの農民の助力を借りて浅瀬から渡河した。ウィレム3世はフランス軍がロビトに着いたことを知ると、パウルス・ウィルツ元帥（Paulus Wirtz）をロビトに派遣してフランス軍を足止めしようとした。
しかし、ウィルツが12日に到着したとき、フランス軍はすでに渡河を終えていた。ウィルツは騎兵3個大隊を浅瀬に配置、数百メートル先のトルハウスにはフリジア歩兵連隊を配置した。フランス軍は騎兵2千で攻撃、オランダ軍の大砲の格好の的となったが、オランダ軍の大砲はすぐにフランス軍の大砲に無力化された。
やがてオランダ軍の騎兵が下馬、歩兵が武器を置いて降伏の意を示したが、フランス軍が攻撃を継続したためオランダ軍は再び武器を持って戦った。しかし、オランダ軍は再び敗れた。

## 影響
フランス軍がトルハウスで渡河したことでアイセル線の維持が不可能になり、オランダ東部全体がフランス軍の侵攻に晒された。仏蘭戦争でのフランス軍の勝利は当時のフランスにおいてルイ14世最大の勝利とみなされ、まだ建設中であったヴェルサイユ宮殿ではルイ14世がローマ人の乗馬姿でゲルマン人を踏み潰す像が建造された。
戦闘でコンデ公ルイ2世が負傷したためテュレンヌ子爵が代わって指揮を執り、彼はフランス軍を二手に分けてそれぞれナイメーヘンとアーネムの侵攻に向かわせた。